# Progressiva socialistpartiet i Libanon
Det progressiva socialist partiet (arabiska: الحزب التقدمي الاشتراكي) är ett libanesiskt politiskt parti. Dess grundbas är i den drusiska sekten och dess regionala bas är i Libanonberget (Guvernement), särskilt Chouf-distriktet. Partiet grundades av Kamal Jumblatt 1949 och har även letts av hans son Walid Jumblatt sedan 1977.

## Ursprung
Partiet grundades den 5 januari 1949 och registrerades den 17 mars samma år, under anmälan nr 789. Grundarna bestod av sex personer, alla med olika religiösa bakgrunder. Den mest anmärkningsvärda av dessa var Kamal Jumblatt. De andra var Farid Jubran, Albert Adeeb, Abdallah Alayli, Fouad Rizk och George Hanna.  PSP höll den första konferensen för de socialistiska arabpartierna i Libanon, Syrien, Egypten och Irak i Beirut 1951. 
Från 1951 till 1972 hade partiet mellan tre och sex suppleanter i parlamentet.

## PSP i det libanesiska inbördeskriget (1975–1990)
Under Kamal Jumblatts ledning var PSP ett viktigt inslag i den libanesiska nationella rörelsen (LNM), som stödde Libanons arabiska identitet och sympatiserade med palestinierna. Trots Jumblatts initiala ovilja att engagera sig i paramilitarism byggde den sin egen militära gren, People's Liberation Army (PLA) som påstående vis visade sig vara en av de starkaste privata arméerna under det libanesiska inbördeskriget 1975 till 1990. Det erövrade mycket av Libanonberget och Chouf-distriktet. Dess främsta motståndare var Kataeb Regulatory Forces milis, och senare den libanesiska styrkans milis (som absorberade Kataeb). PSP drabbades av ett bakslag 1977, när Kamal Jumblatt mördades. Hans son Walid Jumblatt efterträdde honom som ledare för partiet.
Från dess när det israeliska tillbakadragandet från Chouf 1983 till slutet av inbördeskriget drev PSP Civil Administration of the Mountain i området under dess kontroll. Vägtullar som togs ut vid PSP/PLA-milisvägtullar var en viktig inkomstkälla för administrationen, som tillhandahöll sociala och offentliga tjänster.
PSP spelade en viktig roll i Bergskriget under ledning av Walid Jumblatt: efter att Israels försvarsstyrkor (IDF) drog sig tillbaka från Chouf-distriktet ägde viktiga strider rum där mellan PSP/PLA och den libanesiska styrkans milis. Både de libanesiska styrkorna och PSP/PLA anklagades för att ha begått massakrer och grymheter mot varandra som hämndmord. Nästan alla sidorna i inbördeskriget anklagades för krigsbrott. 
Under krigsåren kontrollerade PSP hamnen i Jieh. I mars 1989 etablerade Generalen Michel Aoun, i den nationella libanesiska armen, en blockad av hamnen vilket resulterade i artilleriutbyten mellan hans styrkor och en koalition av PSP, Amal och den syriska armén där minst 90 människor dödades och flera hundra skadades.

## Efterkrigsåren
Efter återupprättandet av det konstitutionella styret 1989 var PSP en nära allierade av Syrien i Libanon och dess ledare Walid Jumblatt stod i nära relationer med den syriska armén och underrättelsegeneraler i Libanon, såsom Ghazi Kanaan, och även med den syriska vicepresidenten Abdul Halim Khaddam. I riksdagsvalet 1992 vann den fyra mandat.
Under perioden efter inbördeskriget var Jumblatt känt för att byta lojalitet, sitta i vågmästarroll och agera kungamakare i överenskommelser mellan fraktioner.  PSP var en del av ett flertal regeringar, men efter Syria Accountability Act och FN:s resolution 1559 och förändringen av maktbalansen i regionen efter ockupationen av Irak, anslöt sig till oppositionen och intog en position som motsatte sig rollen av Syrien i Libanons politik. Till skillnad från vissa motståndare till den syriska närvaron, motsatte sig Jumblatt inte närvaron av den syriska armén i sig, men hävdade att de syriska underrättelsetjänsterna utövade otillbörligt inflytande. 
Efter antagandet av FN:s säkerhetsråds resolution 1559 i september 2004, som kräver ett syriskt tillbakadragande från Libanon, var Walid Jumblatt särskilt framträdande i oppositionen. Han var dock emot kravet att Hizbollah skulle avväpnas och insisterade på att upprätthålla förbindelserna med det shiamuslimska partiet. Senare har han glidit över till skarp opposition mot gruppen, och har beslutat att stödja deras nedrustning och hävdar att Syrien och Iran försöker ta över Libanon genom Hizbollah. Efter mordet på Rafiq Hariri i februari 2005 anslöt sig Walid Jumblatt till oppositionen till Syrien och dess inflytande i Libanon, trots hans långa stöd till Syrien. Som en del av alliansen den 14 mars vann PSP 16 platser i de allmänna valen som hölls 2005. Den vann elva platser i det libanesiska allmänna valet 2009 och hade tre ministrar i Saad Hariris första kabinett 2009 (Ghazi Aridi, Akram Chehayeb och Wael Abou Faour, alla druser). Men efter att alliansen den 8 mars återtagit makten 2011, placerade sig PSP i den politiska mitten  och gav sitt stöd till den nya regeringen. Under samarbetsflaggan av det demokratiska samlingsblocket hade tre ministrar (Alaaeddine Terro, sunni, plus Aridi och Faour) i Najib Mikatis andra kabinett 2011.
I slutet av januari 2011 deklarerade Walid Jumblatt att inte stödja avväpningen av Hizbollah.  År 2013 godkände den det 14 mars-alliansledda kabinettet Tammam Salam (det hade två ministrar i denna regering, Faour och Akram Chehayeb). År 2015 var PLP allierad med Framtidsrörelsen  och den hade två ministrar (Marwan Hamadeh och Ayman Shkeir) i Saad Hariris andra kabinett 2016, ledd av Framtidsrörelsen och två ministrar igen (Chehayeb och Faour) i 2019 års tredje kabinett i Saad Hariri.
När det syriska inbördeskriget började, 2011 visade Jumblatt och PSP tydligt sitt stöd för den syriska oppositionen och uppmanade det syriska drusiska samfundet att stå emot Assad-regeringen och ansluta sig till rebellerna. 
Vid ceremonin i Moukhtara, den 19 februari 2017, för att markera 40-årsminnesdagen av mordet på Kamal Jumblatt gav Walid Jumblatt symboliskt sin keffiyeh(huvudduk) till sin son Taymour Jumblatt, vilket symboliskt markerade generationsskiftet i partiledningen. Det året avstod Walid Jumblatt återigen från att kräva att Hizbollah borde avväpnas. I det libanesiska allmänna valet 2018 ställde det Demokratiska Samlingsblocket, PSP:s parlamentariska plattform, upp 10 kandidater över hela landet. För första gången sedan 1992 ställde inte Walid Jumblatt upp som kandidat, och Taymour Jumblatt tog över som partiledare. Partiet ställde upp med kandidater till 3 av 4 drusiska platser i Mount Libanon IV distriktet, i enlighet med traditionen att lämna en plats obestridd för att hjälpa det libanesiska demokratiska partiets chef Talal Arslan att bli vald. PSP gick med på gemensamma listor med Framtidsrörelsen i olika valdristrikt, bl.a. Beirut II, Bekaa II och Mount Libanon IV, och med libanesiska styrkor i Mount Libanon III och Mount Libanon IV. Partiet sjönk från elva till bara nio platser i parlamentet i valet 2018.  Partiet stod i oppositionen till det kortlivade kabinettet Hassan Diab 2019, och återvände till makten som en del av Najib Mikatis tredje kabinett 2021, med bara en minister, Abbas Halabi.

## Valsammanfattning
| Valår | # av totalt antal rösterna | % av totala rösterna | # av totalt vunna platser | +/– | Blockledare    | Blockledare |
| ----- | -------------------------- | -------------------- | ------------------------- | --- | -------------- | ----------- |
| 1951  |                            |                      | 2 / 77                    | ▲ 2 | Kamal Jumblatt | </img>      |
| 1953  |                            |                      | 1 / 44                    | ▼ 1 | Kamal Jumblatt | </img>      |
| 1957  |                            |                      | 2 / 66                    | ▲ 1 | Kamal Jumblatt | </img>      |
| 1960  |                            |                      | 5 / 99                    | ▲ 3 | Kamal Jumblatt | </img>      |
| 1964  |                            |                      | 6 / 99                    | ▲ 1 | Kamal Jumblatt | </img>      |
| 1968  |                            |                      | 5 / 99                    | ▼ 1 | Kamal Jumblatt | </img>      |
| 1972  |                            |                      | 8 / 100                   | ▲ 3 | Kamal Jumblatt | </img>      |
| 1992  |                            |                      | 10 / 128                  | ▲ 2 | Walid Jumblatt | </img>      |
| 1996  |                            | 3,90 % (#4)          | 9 / 128                   | ▼ 1 | Walid Jumblatt | </img>      |
| 2000  |                            | 4,68 % (#4)          | 12 / 128                  | ▲ 3 | Walid Jumblatt | </img>      |
| 2005  |                            | 12,50 % (#2)         | 16 / 128                  | ▲ 4 | Walid Jumblatt | </img>      |
| 2009  |                            |                      | 11 / 128                  | ▼ 5 | Walid Jumblatt | </img>      |
| 2018  | 80 894 (#6)                | 4,60 %               | 9 / 128                   | ▼ 2 | Walid Jumblatt | </img>      |
| 2022  | 75 485 (#5)                | 4,18 %               | 9 / 128                   | ▬ 0 | Walid Jumblatt | </img>      |